# China Zorrilla
Concepción Matilde Zorrilla de San Martín y Muñoz del Campo (Montevideo, 14 de marzo de 1922-Montevideo, 17 de septiembre de 2014), conocida como China Zorrilla, fue una actriz y directora uruguaya que desarrolló una extensa carrera internacional.
Grande Dame del teatro rioplatense, además de actriz y directora fue guionista, productora, traductora y adaptadoray una de las personalidades artísticas más populares del Río de la Plata.  
En sus más de sesenta años de trayectoria actuó en innumerables obras de teatro, películas y series de televisión. Ganó tres Premio Martín Fierro, tres Premios Cóndor de Plata, tres Premios Konex, dos Premios Iris y un Premio Florencio, entre muchos otros. 
En noviembre de 2008 le fue otorgada por el gobierno de Francia la condecoración de la Legión de Honor en el grado de caballero (Chevalier)y en 2000 la Orden al Mérito Docente y Cultural Gabriela Mistral por el gobierno chileno. En 2008 fue homenajeada por el Parlamento uruguayo en el Palacio Legislativo y en 2011 con un sello de correo.También ese año fue homenajeada por el Senado argentino. En conmemoración de su centenario en 2022, Uruguay la declaró protagonista del Día del Patrimonio.

## Biografía
Nació en Montevideo en el seno de una familia tradicional uruguaya: fue hija de la argentina Guma Muñoz del Campo y del escultor José Luis Zorrilla de San Martín (1891-1975) —autor de obras escultóricas como el Obelisco a los Constituyentes de 1830, La fuente de los atletas y el Monumento al gaucho en Montevideo, así como los monumentos a Julio Argentino Roca y a José Gervasio de Artigas en Buenos Aires.
Su abuelo paterno fue el poeta Juan Zorrilla de San Martín (1855-1931), autor de La epopeya de Artigas, Tabaré y La leyenda patria; fue ministro plenipotenciario del Uruguay en la corte del rey español Alfonso XIII y designado entre los mandatarios sudamericanos para representarlos en Cádiz, en los actos por los 400 años del Descubrimiento de América.
La segunda de cinco hermanas —la mayor fue Guma Zorrilla, destacada vestuarista teatral— Concepción "China" Zorrilla está emparentada por vía materna con José Gervasio Artigas, principal prócer del Uruguay y con el poeta argentino Estanislao del Campo (autor del laureado Fausto criollo).
Su infancia transcurrió en París, donde su padre —discípulo de Antoine Bourdelle— eligió trabajar después de ganar el concurso para el Monumento al gaucho. Más tarde fue a Uruguay, donde asistió al Colegio Sagrado Corazón, de Montevideo.
El origen de su nombre artístico fue declarado por ella misma: en Montevideo era frecuente apodar a las mujeres cuyo nombre de pila es Concepción con el hipocorístico Cochona (mutación del apodo Concha, frecuente en el resto del mundo hispanófono pero que en el dialecto rioplatense resulta malsonante), pero cuando la llevaron a Francia en su infancia le deformaron fácilmente ese sobrenombre llamándola “cochon” (cerda), y ella prefirió que le dijeran "cochina" porque allí no era un insulto, y luego abrevió su apodo, autodenominándose China.

## Trayectoria
Se inició en el teatro independiente en 1943 en el grupo "Ars Pulcra" (de la Asociación de Estudiantes Católicos), debutando en La Anunciación a María (L'Annonce faite à Marie), de Paul Claudel, dirigida por Román Viñoly Barreto.
En 1946 viajó a Londres becada por el British Council para estudiar en la Royal Academy of Dramatic Art, donde tomó cursos con figuras de la talla de Katina Paxinou, la gran trágica griega.
En la BBC conoció al crítico teatral uruguayo René Arturo Despouey y estuvo en contacto con importantes figuras del quehacer cultural europeo. Hizo teatro en español bajo la dirección de José Estruch, que había emigrado a Londres desde España después de la Guerra Civil.

### Teatro en Uruguay
A su regreso de Londres debutó en Una familia , de Antonio Larreta, en la Comedia Nacional Uruguaya, en 1948. Actuó en más de 80 obras de teatro como primera actriz en el Teatro Solís de Montevideo, en más de una ocasión en compañía de la legendaria Margarita Xirgú, que la dirigió en La celestina, Bodas de sangre (de Federico García Lorca), Tres hombres y una mujer, de Roger Ferdinand, dirigida por el uruguayo Calderón de la Barca, y Sueño de una noche de verano y Romeo y Julieta (de William Shakespeare); también fue dirigida por Armando Discépolo (en Locos de verano) y por Orestes Caviglia (en Nuestro pueblo y El soldado de chocolate, de Bernard Shaw).
En teatro de repertorio se impuso como actriz dramática y como brillante comediante primero en la Comedia Nacional, el TCM (Teatro de la Ciudad de Montevideo) y luego en el Teatro El Galpón.
Se recuerdan sus actuaciones en:
- Madre Coraje y sus hijos (de Bertolt Brecht),
- Los gigantes de la montaña (de Luigi Pirandello),
- La gaviota (de Antón Chéjov),
- Las de Barranco (de Gregorio de Laferrère),
- Tartufo (de Molière),
- La Celestina (de Fernando de Rojas),
- Nuestro pueblo (de Thornton Wilder),
- Macbeth y Sueño de una noche de verano (de Shakespeare),
- Fin de semana (fiebre de heno) (de Noël Coward),
- El amor de los cuatro coroneles (de Peter Ustinov),
- Don Gil de las calzas verdes (de Tirso de Molina),
- La farsa en el castillo (de Ferenc Molnár),
- El alcalde de Zalamea (de Calderón de la Barca),
- El tobogán (de Jacobo Langsner),
- Filumena Marturano (de Eduardo De Filippo),
- Plaza Suite (de Neil Simon),
- La Loca de Chaillot (de Jean Giraudoux),
- Todo sea para bien (de Luigi Pirandello),
- La casamentera (de Thornton Wilder),
- Danza macabra (de August Strindberg),
- El honor no es cosa de mujeres (de Robert de Flers),
- El diario de Ana Frank (dirigida por Antonio Larreta),
- Baal (de Bertolt Brecht),
- Sabor a miel (de Shelagh Delaney),
- La extravagante Sra. Bennet (de John Patrick),

entre otras.

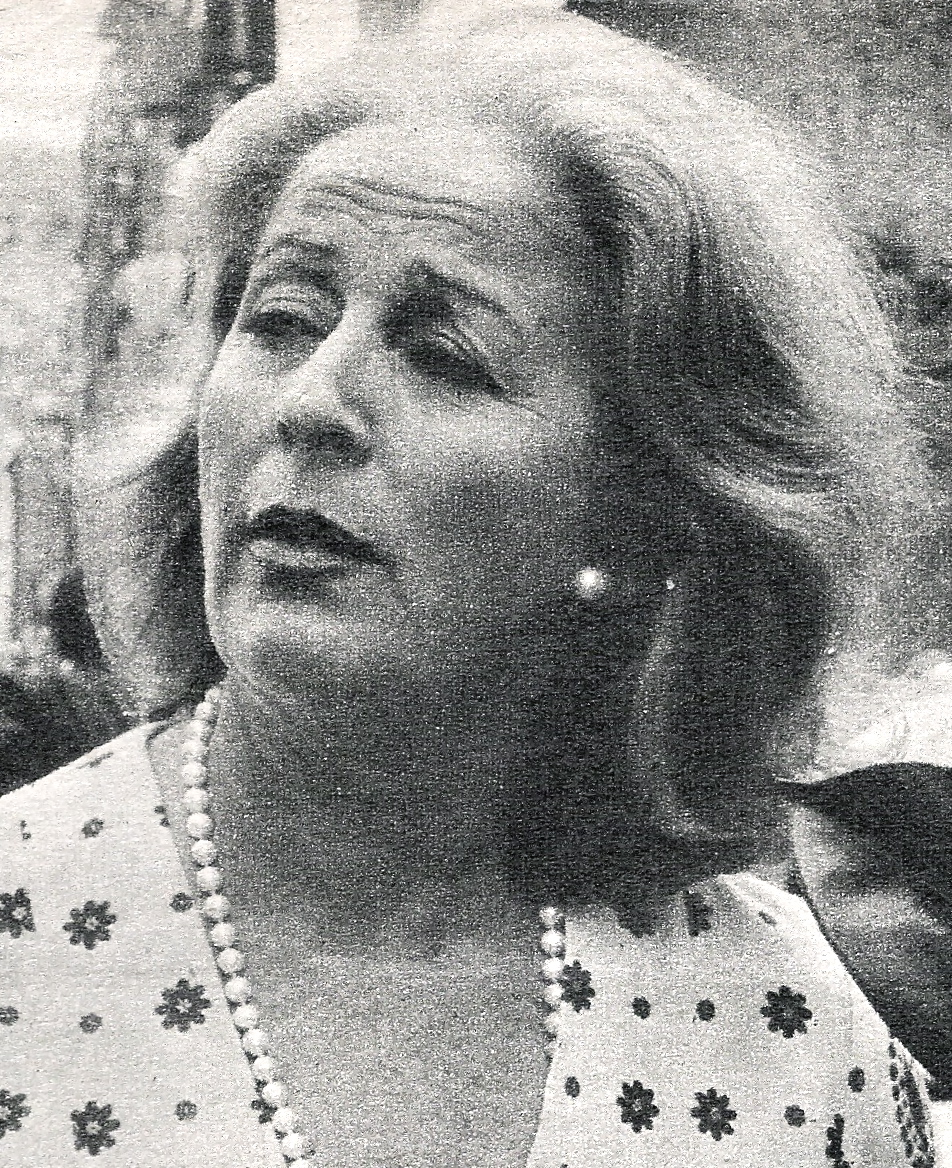
China Zorrilla en 1975

En 1961 fundó el Teatro de la Ciudad de Montevideo (TCM) junto con Antonio Larreta y Enrique Guarnero, con cuyo elenco viajaría a Buenos Aires, París y Madrid. En la capital francesa actuaron en el Teatro de las Naciones y en la española presentaron en el Teatro Español La zapatera prodigiosa, de Federico García Lorca, en pleno régimen de Franco, En familia, Mano santa y Porfiar hasta morir, de Lope de Vega, por la cual ganaron el Premio de la Crítica Española.
Produjo, tradujo, adaptó y dirigió las obras de teatro Ha llegado un inspector y Esquina peligrosa, de J. B. Priestley, y con la compañía del SODRE las óperas La Boheme (de Giácomo Puccini) y Un ballo in maschera (de Giuseppe Verdi). En 1975, Zorrilla dirigió El barbero de Sevilla, de Gioachino Rossini, en el viejo Teatro Argentino de La Plata (Argentina).
Entre otras múltiples actividades se desempeñó como corresponsal del diario madrileño El País, cubriendo el Festival de Cine de Cannes y otros eventos internacionales y como periodista y animadora de televisión en Uruguay en los programas de Saeta Canal 10 Hogar Club y De padre a hija, recordándose las entrevistas televisadas con su padre, con quien discutían la actualidad y el pasado uruguayo.

### Nueva York
A mediados de los años sesenta hizo un paréntesis en su actividad teatral estableciéndose por espacio de cuatro años en Nueva York, donde trabajó como profesora de francés y secretaria de una agencia teatral.
Con el humorista Carlos Perciavalle presentó en Broadway la comedia musical Canciones para mirar, un espectáculo para niños sobre textos de María Elena Walsh, con el que retornó a Montevideo, llevándolo en gira por Uruguay.
Al regreso, actuó y dirigió El honor no es cosa de mujeres (de Robert de Flers y Gastón Arman de Caillavet), y el ciclo televisivo El teatro y el amor.

### Argentina
En 1971 viajó a Buenos Aires, donde rodó su primera película, Un guapo del 900 (dirigida por Lautaro Murúa) y luego La maffia (de Leopoldo Torre Nilsson), con Alfredo Alcón, iniciando una entrañable relación con la Argentina. En la temporada teatral marplatense reemplazó a Ana María Campoy en la pieza Las mariposas son libres, junto a Rodolfo Bebán y Susana Giménez (en su debut teatral).
Actuando en teatro con tres monólogos (Hola hola, un dos tres) y las Canciones para mirar, junto a Carlos Perciavalle, se instaló en Buenos Aires, desplegando una intensa carrera en cine, teatro y televisión, medio que le dio inmensa popularidad gracias a su participación en teleteatros bajo la autoría de Alberto Migré.
Su estadía en Buenos Aires coincidió con el advenimiento de la dictadura militar uruguaya, donde fue proscrita por las autoridades de facto, motivando su exilio en Argentina.
En la televisión argentina además apareció en producciones del ciclo Alta comedia (en El tobogán, de Jacobo Langsner, junto a Narciso Ibáñez Menta, Inda Ledesma y Pepe Soriano y en la versión original de Esperando la carroza, que sería adaptada para cine en 1985), un especial donde interpretó siete heroínas del teatro universal (de Oscar Wilde, Antón Chejov, Eugene O'Neill, etcétera) y otros ciclos unitarios como Atreverse, Mi mamá me ama y La salud de los enfermos, dirigidos por Alejandro Doria.

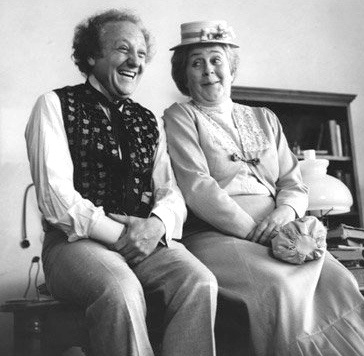
Con Pepe Soriano en Los gauchos judíos.

Fue una presencia constante a finales del siglo xx e inicios del xxi del teatro argentino, cosechando éxitos como Judith Bliss en Fin de semana, de Noel Coward, Querido mentiroso (basado en la correspondencia entre la actriz Patrick Campbell y el autor George Bernard Shaw, interpretado por Villanueva Cosse), La voz humana, de Jean Cocteau, Encantada de conocerlo, de Oscar Viale, Una corona para Benito y Una margarita llamada Mercedes, de Jacobo Langsner —que fue llevada al cine como Besos en la frente—, Delirante Leticia, de Peter Shaffer, El camino a La Meca, de Athol Fugard, y en la adaptación de El diario privado de Adán y Eva, de Mark Twain, que representó en 1985 y en 2007-2009 junto a su compatriota Carlos Perciavalle.
Hizo el monólogo Emily (The Belle of Amherst), de William Luce, sobre la poeta estadounidense Emily Dickinson —traducido al castellano por Silvina Ocampo—, con el que recorrió el país y Latinoamérica  y que finalizó con una presentación en el Kennedy Center (Centro John F. Kennedy para las Artes Escénicas).
En 1984 Emily propició un retorno triunfal a Montevideo en un Uruguay democrático. Los diarios titularon «El regreso de China Zorrilla tuvo un claro valor simbólico: al estrenar «Emily» tendió un puente para el reencuentro de todos los uruguayos» y «China Zorrilla volvió junto con la democracia: después de estar diez años prohibida, la popular actriz subió de nuevo a un escenario de Montevideo». En su homenaje la sala del Teatro Alianza fue nombrada «Sala China Zorrilla».
Viajó con Emily y otros monólogos presentándose en Lima, Santiago, La Paz, Quito, Caracas, en el Festival de Teatro de Bogotá, en Nueva York, Miami, Tel Aviv, San Juan de Puerto Rico y en el Festival Grec de Barcelona.
Encarnó en televisión (Las cuatro caras de Victoria) y luego en teatro a la escritora Victoria Ocampo en la pieza Eva y Victoria, de Mónica Ottino, que planteó una confrontación imaginaria entre las figuras antagónicas de Eva Perón y la aristócrata escritora, fundadora de la Revista Sur.

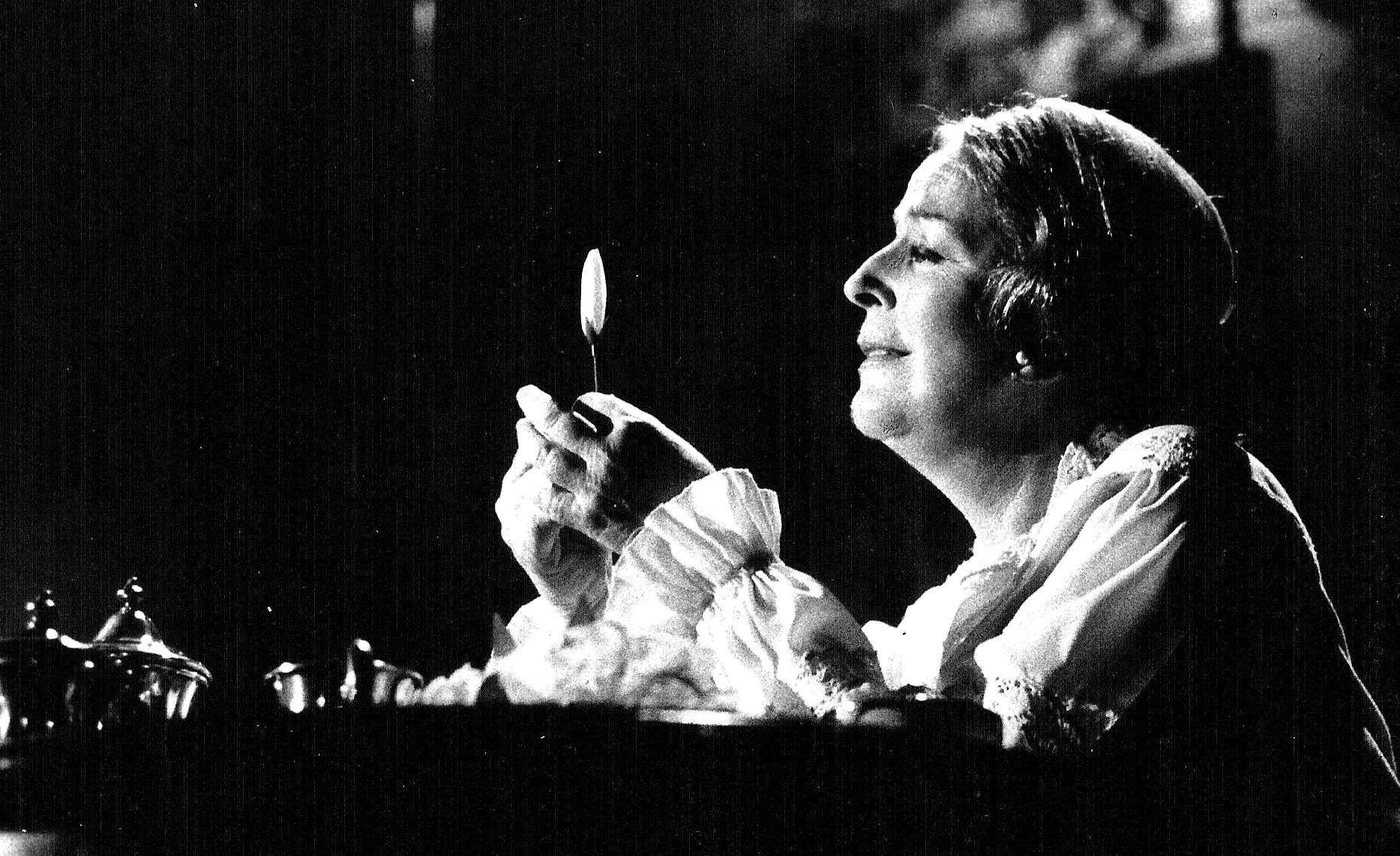
En Emily, como la poetisa Emily Dickinson, 1980.

En 1995 en el Teatro Colón de Buenos Aires, China Zorrilla revivió el papel de recitante que Igor Stravinsky escribió para Ida Rubinstein y que Silvina Ocampo estrenó en 1936 en el teatro, dirigida por el propio Stravinsky: la ópera-ballet Perséphone (Perséfone), sobre textos de André Gide.
También durante la década de 1980, fue invitada en varias oportunidades al programa televisivo de su amigo Carlos Perciavalle, en donde participó de entrevistas y varios sketchs.
La multifacética Zorrilla además produjo y dirigió varios espectáculos teatrales, como Arlecchino, servidor de dos patrones, de Carlo Goldoni, Scapino (un musical basado en la obra de Molière), Dando pasos, Salven al cómico, La pulga en la oreja, de Georges Feydeau, La mujer invisible, Doce hombres en pugna y la multipremiada Perdidos en Yonkers, de Neil Simon, con Soledad Silveyra y Lydia Lamaison.

### Cine
Desde 1971 hasta 2008 actuó en más de 50 películas, dirigida por Leopoldo Torre Nilsson (La Maffia), Luis Puenzo (La Peste), María Luisa Bemberg (Señora de nadie), Alejandro Doria (Darse cuenta, Esperando la carroza), Marcos Carnevale (Elsa y Fred, Tocar el cielo), Oscar Barney Finn (Contar hasta diez, Cuatro caras para victoria), Raúl de la Torre (Heroína, Pubis angelical, Pobre mariposa), Edgardo Cozarinsky (Guerreros y cautivas), Adolfo Aristarain (Últimos días de la víctima), Carlos Gallettini (Besos en la frente), Manuel Antín (La invitación), André Melancon (El verano del potro), Santiago Carlos Oves (Conversaciones con mamá), Ricardo Wullicher (La nave de los locos), Juan José Jusid (Los gauchos judíos), Héctor Olivera (Las venganzas de Beto Sánchez), Fernando Ayala (Dios los cría), Javier Torre, Sergio Renán (en un breve papel escrito especialmente para ella por Mario Benedetti para la versión fílmica de La tregua, primer film argentino nominado para un Óscar de la Academia de Hollywood en 1975 y en Tres de corazones), como Doña Carlota en el debut cinematográfico como director de Antonio Larreta (Nunca estuve en Viena) y en 2008 en Sangre del Pacífico, dirigida por Boy Olmi.
Como protagonista o en participaciones especiales acompañó a Alfredo Alcón (La Maffia, Pubis angelical), Federico Luppi (Últimos días de la víctima, Elsa y Fred), Héctor Alterio (La Maffia, Las venganzas de Beto Sánchez, La tregua, Contar hasta diez, El verano del potro), Pepe Soriano (Heroína, Las venganzas de Beto Sánchez, Los gauchos judíos, Pubis angelical, Pobre mariposa), Luis Brandoni (La tregua, Darse cuenta, Esperando la carroza), Soledad Silveyra (Últimos días de la víctima, Dios los cría), Graciela Borges (Heroína, Pubis angelical, Pobre mariposa), Luisina Brando (Los gauchos judíos, Señora de nadie), Cipe Lincovsky (La tregua, Pobre mariposa), Norma Aleandro (La tregua, Las sorpresas), Ulises Dumont (Últimos días de la víctima, La invitación, Conversaciones con mamá), Alberto de Mendoza, Facundo Arana (Tocar el cielo), etc.— o internacionales —William Hurt, Dominique Sanda, Leslie Caron, Manuel Alexandre, entre varios otros.

### Música
En la década de 1960, fue regisseur en la compañía del SODRE de Montevideo. Allí dirigió las óperas La Boheme (de Giácomo Puccini) y Un ballo in maschera (de Giuseppe Verdi). En 1975, Zorrilla dirigió El barbero de Sevilla, de Gioachino Rossini, en el viejo Teatro Argentino de La Plata (Argentina).
En 1995 en el Teatro Colón de Buenos Aires, China Zorrilla revivió el papel de recitante que Igor Stravinsky escribió para Ida Rubinstein y que Victoria Ocampo estrenó en 1936 en el teatro, dirigida por el propio Stravinsky: la ópera-ballet Perséphone (Perséfone), sobre textos de André Gide.
Tradujo y adaptó junto a Antonio Larreta, la opereta de Offenbach La bella Helena en 1992, revivida en el Teatro Solís en 2022 para el centenario del nacimiento de ambos artistas.
Participó en Satie y los otros, con la pianista Marcela Roggeri y el actor Jean-Pierre Noher, recitando conocidas poesías de Jean Cocteau, Guillaume Apollinaire, Jacques Prévert y Jorge Luis Borges.
Tradujo y escribió las canciones para varias comedias musicales, entre ellas Sugar y La mujer del año, con Susana Giménez y Ricardo Darín.
En 2010 fue la voz narradora del disco conceptual Otra vida, del compositor inglés Clive Nolan.

## Retiro, fallecimiento y posteridad
En 2008 la actriz sufrió una insuficiencia respiratoria y debió ser internada para su estabilización.
Se retiró del escenario y de la vida pública en 2012, al cumplir 90 años.
El domingo 14 de septiembre de 2014 fue internada por neumonía, falleciendo posteriormente el 17 de septiembre, a los 92 años.
El gobierno uruguayo decretó duelo nacional, sus restos fueron velados en el Salón de los Pasos Perdidos del Palacio Legislativo de Montevideo y el cortejo fúnebre pasó frente al Teatro Solís. El sepelio tuvo lugar en el panteón de la familia Zorrilla de San Martín del Cementerio Central de Montevideo.
En abril de 2022 se realizó una subasta de sus objetos personales; al recorrer la muestra, se da cuenta de una personalidad ecléctica, sencilla y sofisticada a la vez. La muestra se tituló "China: Entusiasmo insensato"

## Honores

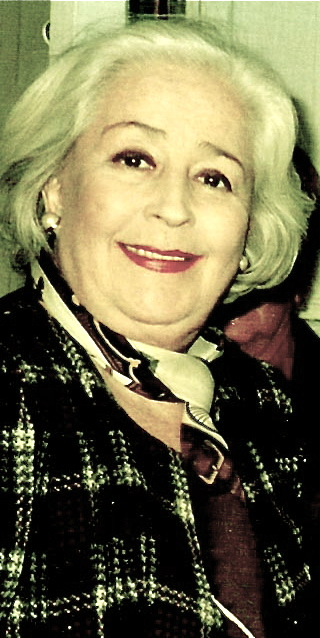
China Zorrilla en 1984.

- Orden de Mayo del Gobierno argentino.
- Premio Fondo Nacional de las Artes.
- 1998, Ciudadana Ilustre de la Ciudad de Buenos Aires.[17]
- 2000, Orden al Mérito Docente y Cultural Gabriela Mistral del Gobierno chileno.
- 2008, Ciudadana Ilustre de Montevideo.[18]
- 2008, Chevalier de la Legión de Honor del gobierno francés.
- Ciudadana Ilustre de Mar del Plata.
- 2010, Mención de Honor Domingo Faustino Sarmiento del Senado de la Nación Argentina.[19]

## Filmografía

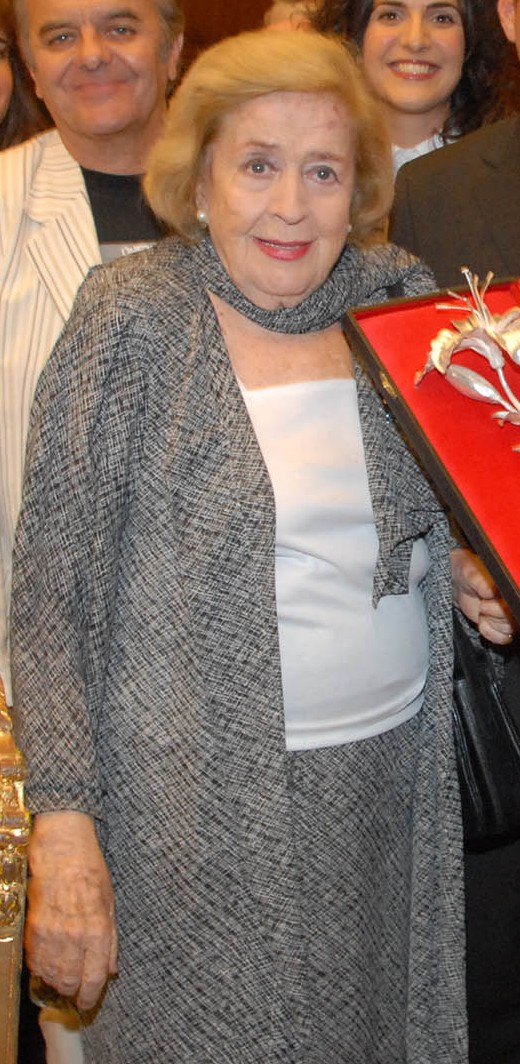
Homenaje a China Zorrilla en la Casa Rosada.

### Guionista
- Darse cuenta (1984, idea original)

### Intérprete
- 1971: Un guapo del 900
- 1972: La maffia, Asunta Donato
- 1972: Heroína
- 1973: Las venganzas de Beto Sánchez, la maestra
- 1974: La tregua
- 1974: Los gauchos judíos
- 1975: Triángulo de cuatro
- 1975: Las sorpresas (episodio: «Corazonada»)
- 1982: Señora de nadie, la madre
- 1982: Últimos días de la víctima (película), Beba
- 1982: Pubis angelical
- 1982: La invitación
- 1984: Darse cuenta (también idea original)
- 1985: Contar hasta diez, la actriz
- 1985: Esperando la carroza, Elvira Romero de Musicardi
- 1986: Pobre mariposa
- 1989: Nunca estuve en Viena, Doña Carlota
- 1991: El verano del potro
- 1991: Dios los cría
- 1991: La peste, Emma Rieux
- 1992: Cuatro caras para Victoria (producida en 1988/1989)
- 1994: Guerreros y cautivas (producida en 1989)
- 1995: La nave de los locos
- 1995: Fotos del alma
- 1995: Lola Mora
- 1996: Besos en la frente, Mercedes Arévalo
- 1996: Sin querer
- 1997: Entre la sombra y el alma (cortometraje)
- 2004: Conversaciones con mamá, Mamá
- 2005: Elsa y Fred, Elsa
- 2006: Tres de corazones
- 2007: Tocar el cielo
- 2008: Doria
- 2008: Sangre del Pacífico

### Televisión argentina
- 2009 Rosa,Violeta y Celeste canal 9
- 2008 Vidas robadas, Telefe
- 2005 Mujeres asesinas, episodio: "Ana María Soba, heredera impaciente" (Inés), Canal 13
- 2004/2005 Los Roldán, Mercedes Lozada, Telefe/Canal 9
- 2004 Piel Naranja años después, Doña Elena, Canal 13
- 2004 Durmiendo con mi jefe, Canal 13
- 2002 Son amores, Margarita, Canal 13
- 2002 099 Central, Dora, Canal 13
- 2001 EnAmorArte, Mercedes Dugan, Telefe
- 2001 Las amantes, Canal 7
- 2000 Primicias, Amelia Masini, Canal 13
- 1999 Gasoleros, Matilde, Canal 13
- 1997 El Arcángel, Telefe
- 1997 Ricos y famosos, Catalina, Canal 9
- 1997 RRDT, Tina, Canal 13
- 1996 Los especiales de Doria, episodio: "Cavar un foso", Telefe
- 1996 Los especiales de Doria, episodio: "La salud de los enfermos", Telefe
- 1995 Leandro Leiva, un soñador, Canal 9
- 1993 Mi mamá me ama, Canal 9
- 1992/1993 Luces y sombras, ATC
- 1991 La bonita página, ATC
- 1990/1992 Atreverse, Telefe
- 1986 Situación límite, episodio: "Censura", Madre de Julián, ATC
- 1984 Situación límite, episodio: "Servidumbre", Victoria, ATC
- 1982 Felices Fiestas, ATC
- 1982 Los retratos de Andrés, Canal 13
- 1981 Fiesta de aniversario de Canal 9, Canal 9
- 1981 Como en casa, Canal 9
- 1979 Los especiales de ATC, episodio: "El solitario", Melanie Duvalie, ATC
- 1979 Chau, amor mío, Ana, Canal 13
- 1976 Los que estamos solos.g Barbarita, Canal 9
- 1975 Piel naranja, Elena, Canal 13
- 1974 Mi hombre sin noche, Casilda, Canal 13
- 1974 Especial siete heroínas del teatro universal (de Oscar Wilde, Antón Chejov, Eugene O'Neill, entre otros)
- 1973 El mundo del espectáculo, episodio: "La leona y su cachorro", Canal 13
- 1973 Alta comedia, episodio: "La dama de las camelias", Canal 9
- 1973 Pobre diabla, Aída Morelli, Canal 13
- 1973 Zazá, Canal 13
- 1973 Tardes de cine y teatro, episodio: "Rosaura a las diez", Doña Milagros, Canal 7
- 1972 Alta Comedia, episodio: "La sombra de una infamia", Canal 9
- 1972 Alta Comedia, episodio: "La amarga victoria", Canal 9
- 1972 Las grandes novelas, episodio: "La casa de los siete tejados", Canal 7
- 1972 Las grandes novelas, episodio: "Rosaura a las diez", Canal 7
- 1972 Las grandes novelas, episodio: "El mal metafísico", Canal 7
- 1971 Alta Comedia, episodio: "Landrú", Canal 9
- 1971 Alta Comedia, episodio: "El tobogán", Rosa, Canal 9
- 1971 Alta Comedia, episodio: "Esperando la carroza", Canal 9

### En Uruguay
- Hogar Club
- De padre a hija
- El teatro y el amor

### Entrevistada
- 2003: Margarita Xirgú, la desterrada.[20]
- 2008: Doria
- 2010: Ernesto Sabato, mi padre

## Premios y nominaciones

### Premios Cóndor de Plata
| Año  | Categoría               | Trabajo nominado        | Resultado |
| ---- | ----------------------- | ----------------------- | --------- |
| 1985 | Mejor actriz de reparto | Darse cuenta            | Ganadora  |
| 1996 | Mejor actriz            | Besos en la frente      | Nominada  |
| 2002 | Premio a la Trayectoria |                         | Ganadora  |
| 2005 | Mejor actriz            | Conversaciones con mamá | Nominada  |
| 2006 | Mejor actriz            | Elsa y Fred             | Ganadora  |

### Premios Konex
| Año  | Categoría                                             | Resultado |
| ---- | ----------------------------------------------------- | --------- |
| 1981 | Diploma al mérito: Actriz de comedia en cine y teatro | Ganadora  |
| 1991 | Diploma al mérito: Actriz de comedia en cine y teatro | Ganadora  |
| 2001 | Mención especial                                      | Ganadora  |

### Medallas del Círculo de Escritores Cinematográficos
| Año  | Categoría    | Trabajo nominado | Resultado |
| ---- | ------------ | ---------------- | --------- |
| 2006 | Mejor actriz | Elsa y Fred      | Nominada  |

### Festival Internacional de Cine de La Habana
| Año  | Categoría    | Trabajo nominado | Resultado |
| ---- | ------------ | ---------------- | --------- |
| 1985 | Mejor actriz | Darse cuenta     | Ganadora  |

### Festival Internacional de Cine de Moscú
| Año  | Categoría    | Trabajo nominado        | Resultado |
| ---- | ------------ | ----------------------- | --------- |
| 2004 | Mejor actriz | Conversaciones con mamá | Ganadora  |

### Premio Martín Fierro
| Año  | Categoría               | Trabajo nominado | Resultado |
| ---- | ----------------------- | ---------------- | --------- |
| 1973 | Mejor actriz de reparto |                  | Ganadora  |
| 1975 | Mejor actriz de reparto |                  | Nominada  |
| 1997 | Mejor actriz de reparto | R.R.D.T.         | Nominada  |
| 1999 | Mejor actriz de reparto | Gasoleros        | Nominada  |
| 2005 | Participación especial  | Los Roldán       | Ganadora  |
| 2006 | Premio a la Trayectoria |                  | Ganadora  |

### Premios Clarín
| Año  | Categoría               | Trabajo nominado | Resultado |
| ---- | ----------------------- | ---------------- | --------- |
| 2006 | Mejor actriz en cine    | Elsa y Fred      | Ganadora  |
| 2007 | Premio a la Trayectoria |                  | Ganadora  |

### Premios Iris
| Año  | Categoría               | Resultado |
| ---- | ----------------------- | --------- |
| 2000 | Iris de Oro             | Ganadora  |
| 2012 | Premio a la Trayectoria | Ganadora  |

### Premio ACE
| Año  | Categoría              | Trabajo nominado    | Resultado |
| ---- | ---------------------- | ------------------- | --------- |
| 2003 | Mejor actriz dramática | El camino a La Meca | Ganadora  |
| 2003 | ACE de Oro             |                     | Ganadora  |

### Premios Estrella de Mar
| Año  | Categoría               | Trabajo nominado                         | Resultado |
| ---- | ----------------------- | ---------------------------------------- | --------- |
| 2009 | Mejor actriz de comedia | Diario privado de Adán y Eva, el musical | Ganadora  |
| 2009 | Estrella de Mar de Oro  |                                          | Ganadora  |

### Premio Florencio
| Año  | Categoría    | Trabajo nominado    | Resultado |
| ---- | ------------ | ------------------- | --------- |
| 2003 | Mejor actriz | El camino a La Meca | Ganadora  |

### Premio Trinidad Guevara
| Año  | Categoría    | Trabajo nominado    | Resultado |
| ---- | ------------ | ------------------- | --------- |
| 2003 | Mejor actriz | El camino a La Meca | Ganadora  |

### Premio María Guerrero
| Año  | Categoría    | Trabajo nominado    | Resultado |
| ---- | ------------ | ------------------- | --------- |
| 2003 | Mejor actriz | El camino a La Meca | Ganadora  |

## Entrevistadora
- 1998: Noches Chinas
- 2002: Las cortesanas